# Jesús Esperanza (Radsportler)
Jesús Esperanza Salcedo (* 16. März 1948 in Getafe) ist ein ehemaliger spanischer Radrennfahrer.

## Sportliche Laufbahn
Esperanza war im Straßenradsport aktiv. Als Amateur gewann er 1967 das Rennen Cinturón Ciclista de Alhama en Murcia mit drei Etappensiegen sowie zwei Etappen im Rennen Vizcaíno de Valencia. Von 1969 bis 1975 war er Berufsfahrer. 1970 holte er einen Etappensieg in der Vuelta Ciclista a Navarra. 1973 siegte er im Eintagesrennen Gran Premio Pascuas. 1972 war er Dritter der Baskenland-Rundfahrt geworden. Die Tour de France fuhr Esperanza zweimal. 1973 wurde er 54., 1974 beendete er die Rundfahrt nicht. In der Vuelta a España 1972 kam er auf den 33. Rang, 1971 war er ausgeschieden.